# 西田一咲
西田 一咲（にしだ いっさ、2010年4月1日 – ）は、日本の俳優。第1回 ジュノン・スーパーライバー・コンテストでグランプリを獲得し、第35回ジュノン・スーパーボーイ・コンテストのファイナリスト入りを果たした。
2023年4月1日から芸能事務所「エイベックス・マネジメント」に所属

## 人物
- 名前の由来は笑顔を絶やさず、まわりを華やかにできる人になりますようにという願いを込めて両親につけてもらった。
- 特技はアクロバット、トリッキングで5歳からアクロバット教室に通っている[5]。

## 出演

### テレビドラマ
- 柚木さんちの四兄弟。（2024年5月27日、NHK） - レギュラー生徒 役